# Lois sur l'embargo

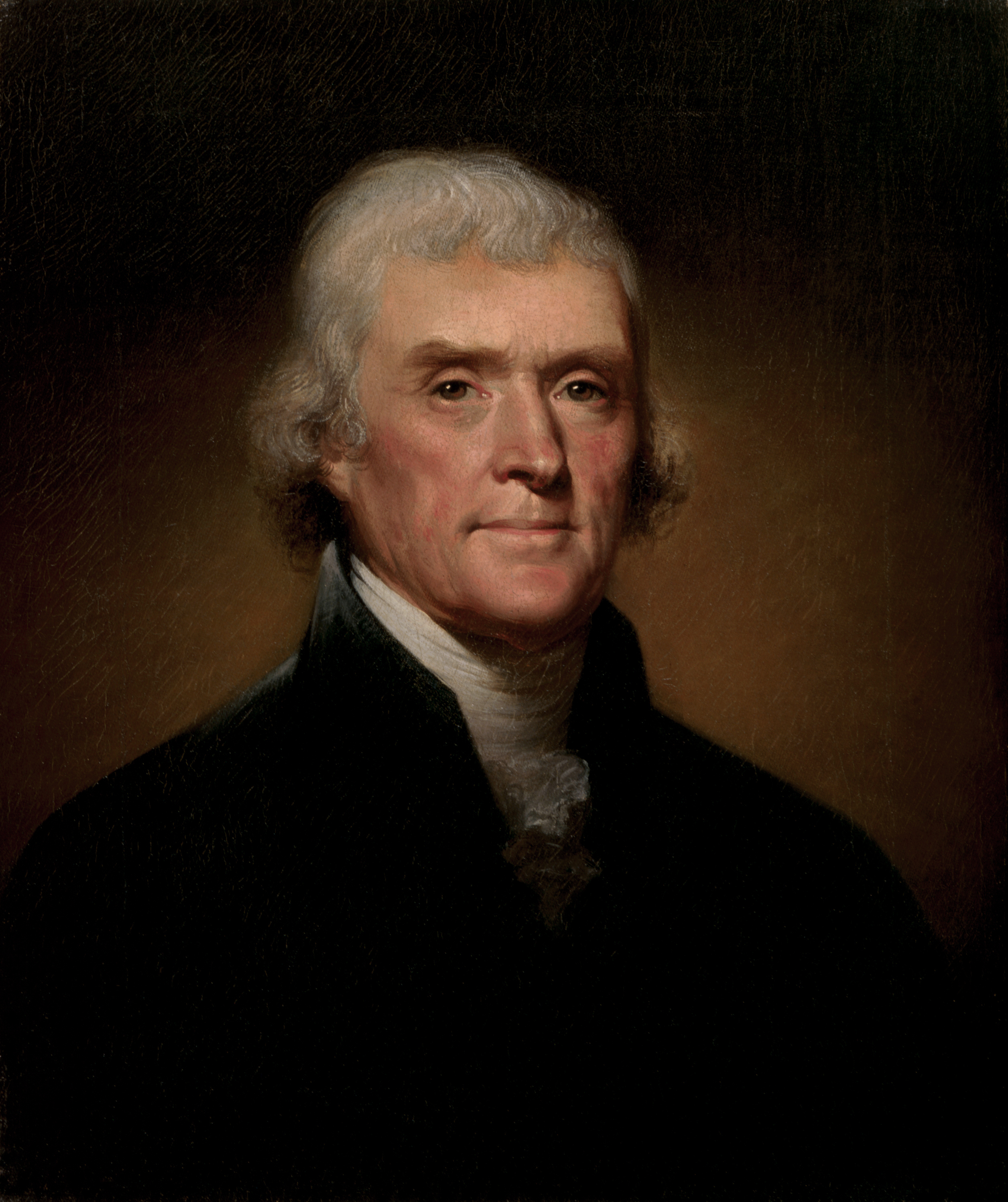
Thomas Jefferson.

Au début du XIXe siècle, le président Thomas Jefferson essaie de maintenir la neutralité des États-Unis dans les guerres napoléoniennes : il refuse de choisir entre la Grande-Bretagne et la France. Le président tente aussi de maintenir ouverte les voies maritimes face aux attaques des corsaires et pirates ce qui l’amène à renforcer la marine de guerre.
Face aux agressions britanniques sur les navires américains, Jefferson fait voter l'Embargo Act (« Loi sur l'embargo ») le 22 décembre 1807 : aucun bateau étranger ne peut entrer ni sortir des ports américains. Cette mesure a une conséquence inattendue : les débuts de l'industrialisation des États-Unis. En effet, puisque le commerce avec l'Europe est rompu, il faut produire ce dont le pays a besoin sur place. Ainsi, les manufactures et les usines se multiplient. De nouvelles dispositions précisant cette loi seront ensuite votées.

Cependant, l'Embargo Act est critiqué car il est en contradiction avec les droits individuels et il affecte l'activité des marchands de la côte atlantique. Elle provoque des manifestations dans les villes. Des libelles contre Jefferson circulent : 
« Thomas Jefferson, vous êtes le plus fieffé imbécile auquel Dieu ait donné vie. Que Dieu vous voue au diable »
Finalement, le congrès obtient des pouvoirs pour réguler le commerce extérieur et décide d'abolir l'Embargo Act, qui est remplacé par le Non-Intercourse Act de 1809.